# Dirás que estoy loco
Dirás que estoy loco è un brano musicale del cantante e attore spagnolo Miguel Ángel Muñoz. È il primo singolo estratto dal suo album MAM che ha lanciato l'artista nel 2004 in Spagna e nel giugno 2006 in altri Paesi. Nel 2004, il brano ha portato il divo spagnolo alla numero 1 delle classifiche musicali iberiche rimanendovi 11 settimane consecutive.